# Ядовитая квакша
Ядовитая квакша, или бразильская квакша  (лат. Trachycephalus typhonius) — вид земноводных из семейства квакш.
Общая длина достигает 9 см. Голова среднего размера. Большие, высоко посаженные глаза с круглыми чёрными зрачками, окружённые тонкой золотистой полоской и тёмной радужкой. Лапы без перепонок, на концах пальцев небольшие округлые желтоватые присоски. Эта квакша отличается очень интересной и нетипичной окраской. Спина кремового или желтовато-бурого цвета с многочисленными тёмными полосами, образующими концентрический рисунок. Некоторые участки покрыты многочисленными мелкими тёмными точечками, от чего кажутся темнее. Отличительная особенность — несколько кроваво-красных пятен разного размера на спине и шее, неправильной формы.
Любит субтропические или тропические сухие и влажные леса низменности, кустарники, луга, реки, прерывистый реки, пресноводные озёра, болота, пастбища, плантации, сельские сады, городские районы, области хранения воды и пруды. Активна ночью. Ведёт древесный образ жизни. Питается насекомыми.
Эти квакши не привязаны к большим водоёмам даже в период размножения. Они откладывают икру в различные небольшие водоёмы, которые часто очень быстро пересыхают. Самка откладывает до 2000—3000 яиц.
Вид распространён от Мексики через Центральную Америку до Аргентины и Бразилии.